# Bão Mekunu (2018)

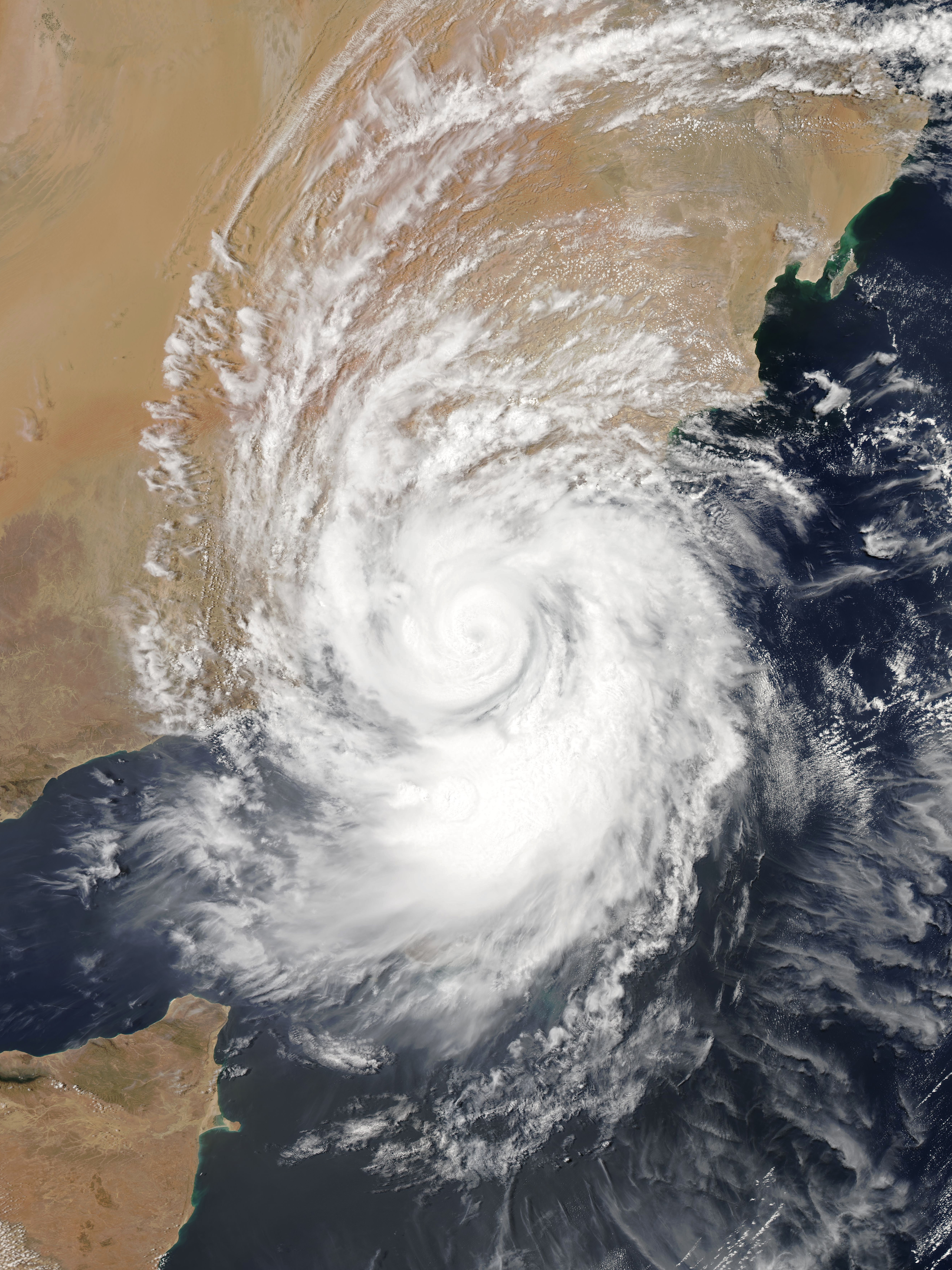
Bão Mekunu ngay sau khi đạt tới cường độ đỉnh,khi tiếp cận vùng đất sa mạc thuộc Salahad, Oman.

Cơn bão lốc xoáy cực kỳ nghiêm trọng Mekunu là cơn bão nhiệt đới mạnh nhất đổ bộ vào bán đảo Ả Rập trong lịch sử được ghi lại. Mekunu là cơn bão lốc xoáy cực kỳ nghiêm trọng đầu tiên và cơn bão nhiệt đới loại 3 thứ ba để hạ cánh trên bán đảo Ả Rập kể từ khi các hồ sơ đáng tin cậy bắt đầu vào năm 1960. Cơn bão thứ hai có tên trong mùa bão Bắc Ấn Độ Dương năm 2018, Mekunu phát triển từ một khu vực áp lực thấp vào ngày 21 tháng 5. Nó dần dần tăng cường và đạt cường độ đỉnh vào ngày 25 tháng 5 trước khi đổ bộ gần Raysut và Salalah, Oman.